# Krępaczki
Krępaczki (Platysteiridae) – rodzina ptaków z podrzędu śpiewających (Oscines) w obrębie rzędu wróblowych (Passeriformes), obejmująca około trzydziestu gatunków. Najbliżej spokrewniona jest z wangowatymi (Vangidae).

## Występowanie
Rodzina obejmuje gatunki zamieszkujące Afrykę Subsaharyjską.

## Charakterystyka
Są owadożerne. Żyją w lasach lub w buszu. Owady łapią w locie, rzadziej polują na ziemi jak dzierzby. Dawniej klasyfikowano je jako podrodzinę muchołówek.

## Podział systematyczny
Do rodziny zaliczane są następujące rodzaje i gatunki:
- Lanioturdus Waterhouse, 1838 – jedynym przedstawicielem jest Lanioturdus torquatus Waterhouse, 1838 – dzierzbokos
- Batis Boie, 1833
- Dyaphorophyia Bonaparte, 1854
- Platysteira Jardine & Selby, 1830